# We Belong Together (Randy Newman)
Pour les articles homonymes, voir We Belong Together (homonymie).
We Belong Together est une chanson écrite et composée par Randy Newman pour le film d'animation Pixar, Toy Story 3, sorti en 2010. 
La chanson a remporté l'Oscar de la meilleure chanson originale lors de la 83e cérémonie des Oscars,, qui a eu lieu le 27 février 2011. Après 20 nominations, c'est la deuxième fois que Randy Newman est récompensé d'un Oscar. Son premier lui a été remis en 2002 pour le titre If I Didn't Have You (Si je ne t'avais pas) issu du film Monstres et Cie. 